# Wałęsak brazylijski

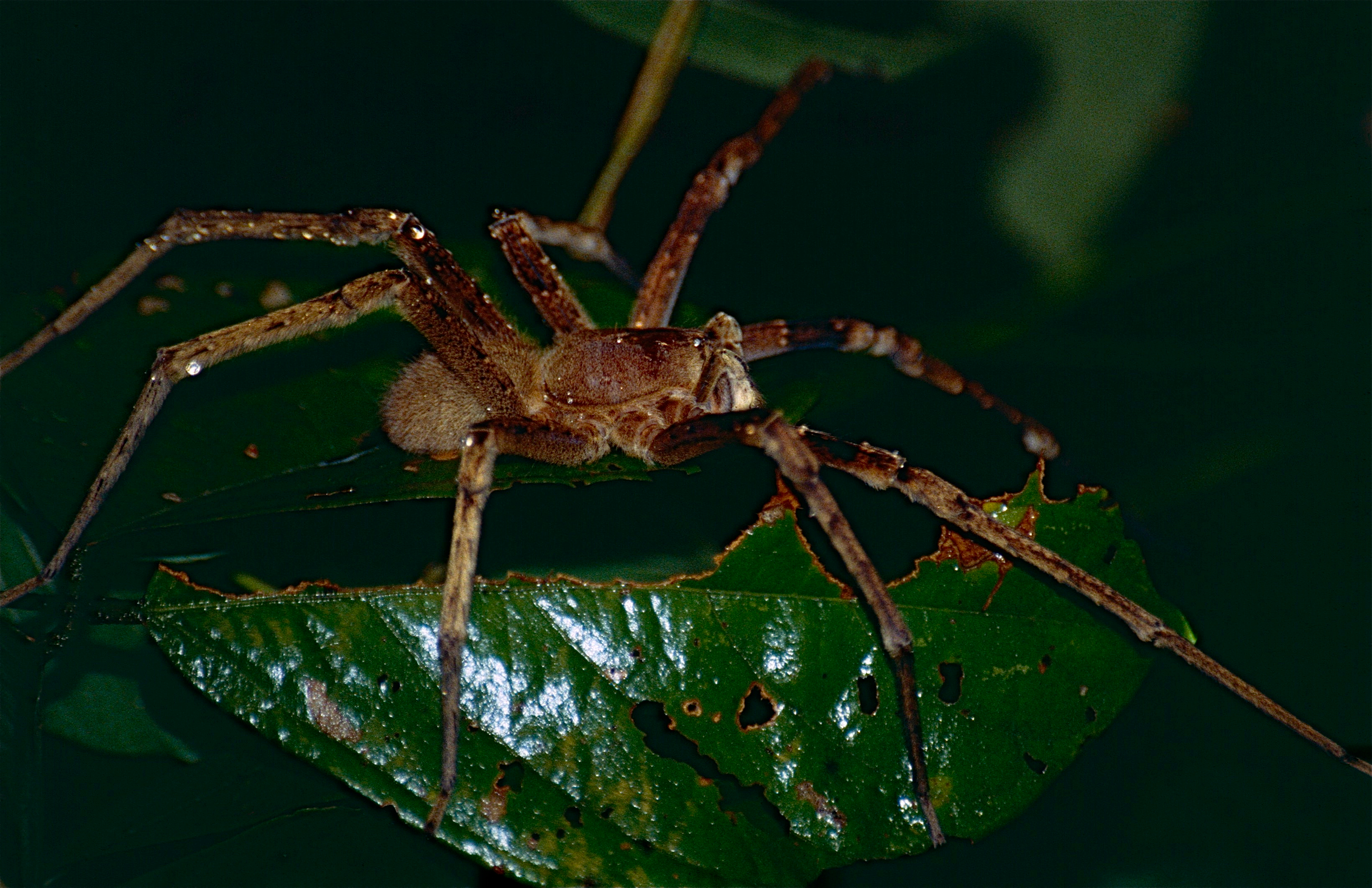
Phoneutria fera

Wałęsak brazylijski (Phoneutria) – rodzaj agresywnych oraz silnie jadowitych pająków z rodziny Ctenidae, żyjących w tropikalnej części Ameryki Południowej i Północnej.

## Charakterystyka
Pająki te osiągają od 17 do 48 mm długości ciała. Od innych przedstawicieli rodziny wyróżniają się obecnością u obu płci gęstych scopulae (kępek włosków) na przednio-bocznej powierzchni goleni i stóp nogogłaszczków oraz postawą obronną z wzniesionym, ruszającym się na boki ciałem i wysoko uniesionymi dwiema początkowymi parami odnóży. Karapaks tych pająków jest owalny, dłuższy niż szerszy, zaokrąglony z przodu i ścięty z tyłu, ubarwiony brązowo z czarnymi liniami na krawędziach bocznych i czarnym rowkiem tułowiowym. Oczy mają umieszczone na wzgórkach, w dwóch odchylonych ku tyłowi rzędach. Trzy ząbki występują na przedniej i pięć na tylnej krawędzi szczękoczułków. Sternum jest z przodu ścięte, z tyłu spiczaste. Odnóża są brązowe, zwieńczone dwoma grzebieniastymi pazurkami. Wierzch opistosomy (odwłoka) jest jasnobrązowy z jasnymi kropkami ułożonymi w dwa podłużne rzędy. Na ciemnobrązowym do żółtawego spodzie opistosomy obecne białe kropki rozchodzące się promieniście od kądziołków przędnych. Stożeczek trójkątnego kształtu. Narządy rozrodcze samców odznaczają się kubkowatą środkową apofizą tegularną, błoniastym konduktorem i wybrzuszonym, zakrzywionym embolusem. Genitalia samic z trójkątną lub czworokątną płytką płciową o wyniesionym polu środkowym oraz kulistych spermatekach.
Dawniej pająki te bywały błędnie identyfikowane w obrębie rodziny z uwagi na wyraziste, czerwone owłosienie szczękoczułków – cecha ta nie jest jednak diagnostyczna dla rodzaju. Cupiennus chiapanensis także ma czerwone włoski na szczękoczułkach, podczas gdy niektóre Phoneutria są takowych pozbawione.

## Występowanie
Phoneutria to rodzaj neotropikalny. Naturalny zasięg jego występowania rozciąga się od Kostaryki poprzez wschodnie Andy do północnej Argentyny włączając także Kolumbię, Wenezuelę, Gujany, Ekwador, Peru, Boliwię, Brazylię oraz Paragwaj. Ponadto pająki te zawleczono do Urugwaju i Chile. Trzy gatunki zasiedlają Amazonię: P. fera, P. boliviensis i P. reidyi. Często trafiają również do Ameryki Północnej i Europy z transportem towarów, zwłaszcza bananów.
Należą tu gatunki, nadrzewne, polujące nocą wśród roślinności. Za dnia kryją się na plantacjach bananowców, wśród epifitów, pod kłodami i kamieniami. P. nigriventer jest synantropijny i za kryjówki służą mu ciemne i wilgotne miejsca w pobliżu, jak i wewnątrz ludzkich siedzib.

## Taksonomia
Rodzaj ten wprowadzony został w 1833 roku przez Maximiliana Perty’ego dla dwóch gatunków: P. fera i P. rufibarbis. Jego nazwa pochodzi z greckiego φονεύτρια, który oznacza morderczynię. Analiza kladystyczna M. Simó i A. Brescovita z 2001 wspiera jego monofiletyzm.
Obecnie zalicza się doń osiem opisanych gatunków:
- Phoneutria bahiensis (Simó & Brescovit, 2001) – atlantyckie lasy deszczowe i lesiste fragmenty cerrados w Brazylii, północnej Argentynie i Urugwaju
- Phoneutria boliviensis (F. O. Pickard-Cambridge, 1897) – Ameryka Środkowa i Południowa
- Phoneutria eickstedtae (Martins & Bertani, 2007) – atlantyckie lasy deszczowe w obrębie cerrados, w Brazylii
- Phoneutria fera Perty, 1833 – Ekwador, Peru, Brazylia, Surinam, Gujana
- Phoneutria keyserlingi (F. O. Pickard-Cambridge, 1897) – atlantyckie lasy deszczowe u wybrzeży Brazylii
- Phoneutria nigriventer (Keyserling, 1891) – Brazylia, północna Argentyna, Paragwaj, sprowadzona do Urugwaju
- Phoneutria pertyi (F. O. Pickard-Cambridge, 1897) – atlantyckie lasy deszczowe Brazylii
- Phoneutria reidyi (F. O. Pickard-Cambridge, 1897) – Wenezuela, Peru, Brazylia, Gujana, Kostaryka.
- Phoneutria depilata (Strand, 1909) – Gwatemala, Honduras, Kostaryka, Panama, Kolumbia, Ekwador, Nikaragua[6]

## Jad
Ilość jadu P. nigriventer niezbędnego do zabicia 20-gramowej myszy wynosi zaledwie 6 μg (dożylnie) i 134 μg (podskórnie), w porównaniu do odpowiednio 110 μg i 200 μg u czarnej wdowy (Latrodectus mactans). To plasuje jad Phoneutria wśród najbardziej śmiercionośnych jadów pajęczych dla myszy. Wałęsaki brazylijskie polują głównie na świerszcze, pasikoniki, modliszki oraz na inne, większe zwierzęta, w tym żaby drzewne i jaszczurki.
Wałęsaki brazylijskie zostały zapisane w Księdze Rekordów Guinnessa w 2007 roku jako najbardziej jadowite pająki na świecie i były uważane za przyczynę najczęstszych śmierci ludzi ukąszonych przez pająki (zmiana definicji na toksyczność dla człowieka spowodowała przejęcie tego tytułu przez samce australijskiego Atrax robustus). Toksyna Tx2-6 znajdująca się w jadzie pająka powoduje długotrwałą erekcję i jest badana pod kątem zastosowania jako lek na potencję.